# Bette Dam
Bette Dam (Leeuwarden, 1979) is een Nederlandse journaliste. Zij is gespecialiseerd op het onderwerp Afghanistan, waar zij meerdere jaren werkte als correspondent.

## Levensloop
Dam groeide op in Kollumerzwaag. Zij doorliep de mavo en havo op het Lauwers College. Vervolgens studeerde ze van 1997 tot 2002 communicatie aan de Hanzehogeschool in Groningen. Van 2002 tot 2005 studeerde Dam politicologie met als studierichting Internationale Betrekking aan de Universiteit van Amsterdam. Haar onderzoeksscriptie ging over de verhouding tussen Syrië en de Europese Unie. Zij was hoofdredacteur van het opleidingsblad Synthese en liep stage bij de parlementaire redactie van Novum Nieuws. In 2003 reisde zij voor Synthese naar Irak waar de Amerikanen net waren binnengevallen.
Dam besloot in 2006 als freelance-journalist aan de slag te gaan. Zij ging als embedded journalist met de Nederlandse troepen mee die in Uruzgan waren gelegerd. Zij schrok van de uitwerking die internationale organisaties hadden op het plaatselijke leven. Ze zei: "De samenleving is daar heel anders dan hoe wij die in Nederland zien en de systemen werken er niet zoals wij denken. Ik zag bijvoorbeeld het echte effect van de NAVO en de VN en dat was in een woord teleurstellend". Na afloop schreef Dam het boek Expeditie Uruzgan. Het boek werd genomineerd voor de Bob den Uylprijs en Dick Scherpenzeelprijs.
Van 2009 tot 2014 woonde Dam in de Afghaanse hoofdstad Kabul, waar ze werkte als correspondent voor NRC Handelsblad en de Wereldomroep. Ook trad ze regelmatig op als expert bij media als de BBC, CNN en The Guardian. Sinds 2010 schrijft Dam tevens voor Vrij Nederland.
Dam publiceerde in 2019 het boek Op zoek naar de vijand. Daarin doet zij verslag van haar onderzoek naar Taliban-leider Mohammed Omar. Dam zette Omar een stuk gematigder neer dan hij bekend stond. Zo was hij voorstander van de invoering van de sharia, maar moest niets hebben van wraakneming en het doden van tegenstanders die geen verzet pleegden. Dam maakte ook bekend dat Omar de laatste jaren van zijn leven zat ondergedoken in de buurt van een Amerikaanse legerbasis.